# Eiichirō Oda
Eiichirō Oda (jap. 尾田 栄一郎 Oda Eiichirō; ur. 1 stycznia 1975 w Kumamoto, Japonia) – japoński twórca mangi, najlepiej znany jako twórca mangi i anime One Piece.

## Kariera
Eiichirō Oda zadebiutował w wieku 17 lat, jako twórca Wanted! (zbioru krótkich opowieści komiksowych, zawierających m.in. „zerowy” rozdział One Piece). W 1993 r. stworzył i opublikował w Jump Original pierwsze w pełni profesjonalne dzieło - Kami Kara Mirai no Present. Publikacja ta, w połączeniu z wcześniejszymi nagrodami (m.in. Nagroda Tezuki) sprawiły, że został zauważony przez redakcję Shūkan Shōnen Jump. W 1994 przerwał edukację, i podjął pracę jako asystent przy trzech mangakach związanych ze Shonen Jump - Nobuhiro Watsuki (twórcy Rurōni Kenshin), Shinbou Kaitani i Masaya Tokuhiro. W tym okresie stworzył dwie miniatury komiksowe (Monsters i Romance Dawn), które wraz z Wanted! stały się częścią One Piece. W 1997 r. opublikował na łamach Shonen Jump pierwszy rozdział One Piece, mangi która przyniosła mu światowy rozgłos, i kontynuowanej do dziś. Eiichirō Oda miał również krótki epizod jako seiyū - w 2002 r. wystąpił w filmie One piece: Yume no sakka-o!. W 2007 r., z okazji dziesięciolecia One Piece, wspólnie z Akirą Toriyamą stworzył krótką mangę Cross Epoch, zawierającą bohaterów z Dragon Ball i One Piece. W 2008 r. Eiichirō Oda zajął piąte miejsce w przeprowadzonym przez Oricon Inc. rankingu popularności twórców mangi w Japonii.

## Twórczość
Komiksy Eiichirō  Ody odzwierciedlają fascynację autora piratami (jedną z jego ulubionych postaci historycznych jest Edward Teach). Na jego twórczość miały wpływ Kinniku-man i Hokuto no Ken. W wywiadzie dla Grand Line wskazał jednak na Akirę Toriyama (twórcę mangi Dragon Ball) jako na autora którego twórczość miała wpływ na jego własną.

## Nagrody i wyróżnienia
Drugie miejsce na 44. Tezuka Shō (pol. Nagroda Tezuki) za Wanted! w 1992 r., Tenkaichi Manga Award za Ikki Yakō w 1993. Dwukrotny laureat Nagrody Sondermanna - w 2005 i 2008 r. za One Piece i One Piece 44 w kategorii "najlepsza manga/manhwa